# سانی لاندهام
سانی لاندهام (به انگلیسی: Sonny Landham) (زاده ۱۱ فوریهٔ ۱۹۴۱-درگذشته ۱۷ اوت ۲۰۱۷) بازیگرآمریکایی بود.
از فیلم‌های معروف او می‌توان به بازی در فیلم غارتگر و اکش جکسون اشاره کرد.
وی در تاریخ ۲۰ اوت ۲۰۱۷ درگذشت.